# Didelphis virginiana
Thú túi đuôi nắm (Didelphis virginiana) là loài thú có túi duy nhất được tìm thấy ở Bắc Mỹ phía bắc México. Nó là loài động vật sinh hoạt về đêm và đơn độc và có kích thước khoảng bằng mèo nhà do đó là loài Didelphidae lớn nhất, nó là loài cơ hội thành công. Đây là loài quen thuộc với người dân Bắc Mỹ do nó thường hiện diện gần các đô thị và lục thức ăn trong các hộp thực phẩm vứt đi, hay nằm giữa đường và đo đó là loài thường bị xe cán.

## Hình ảnh

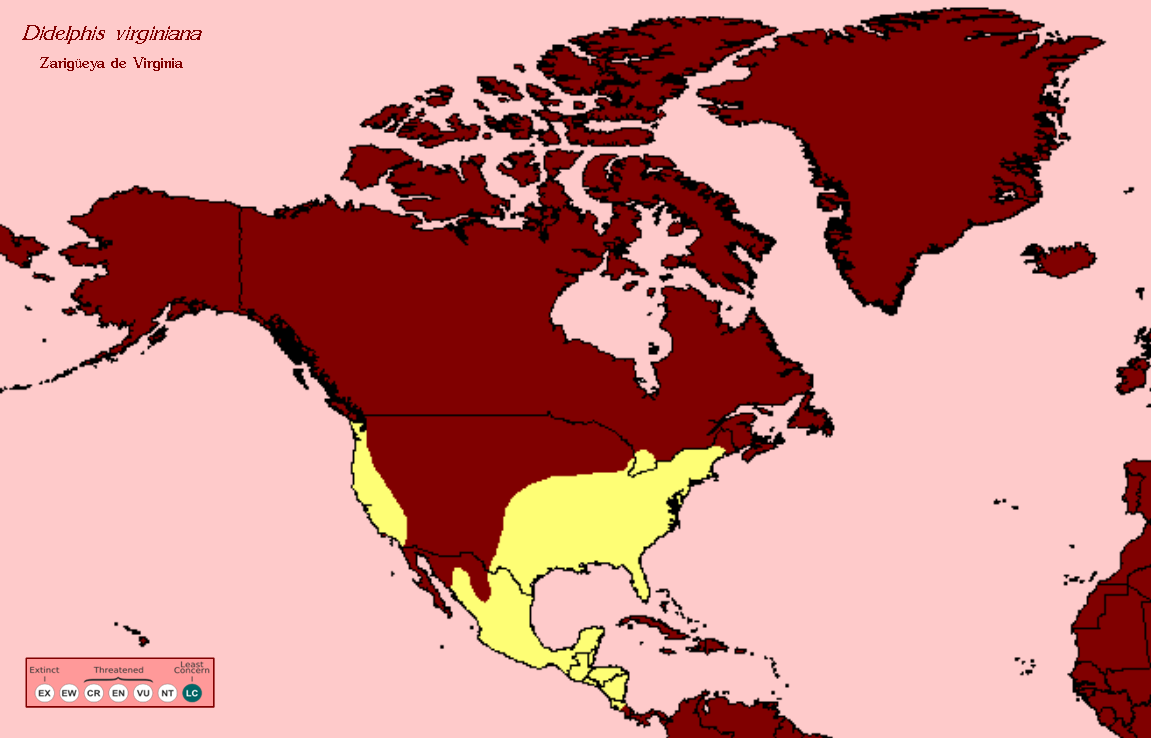
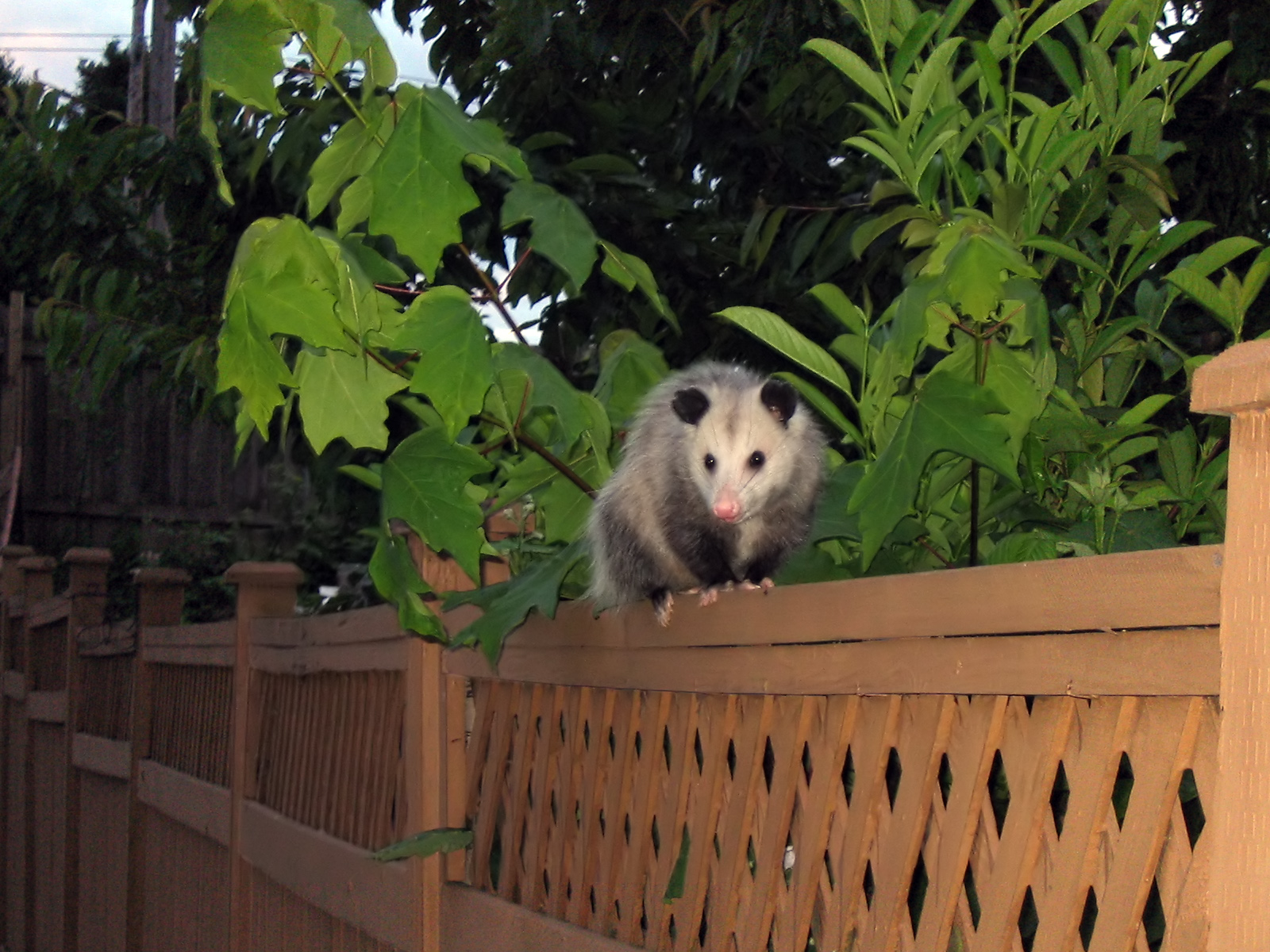
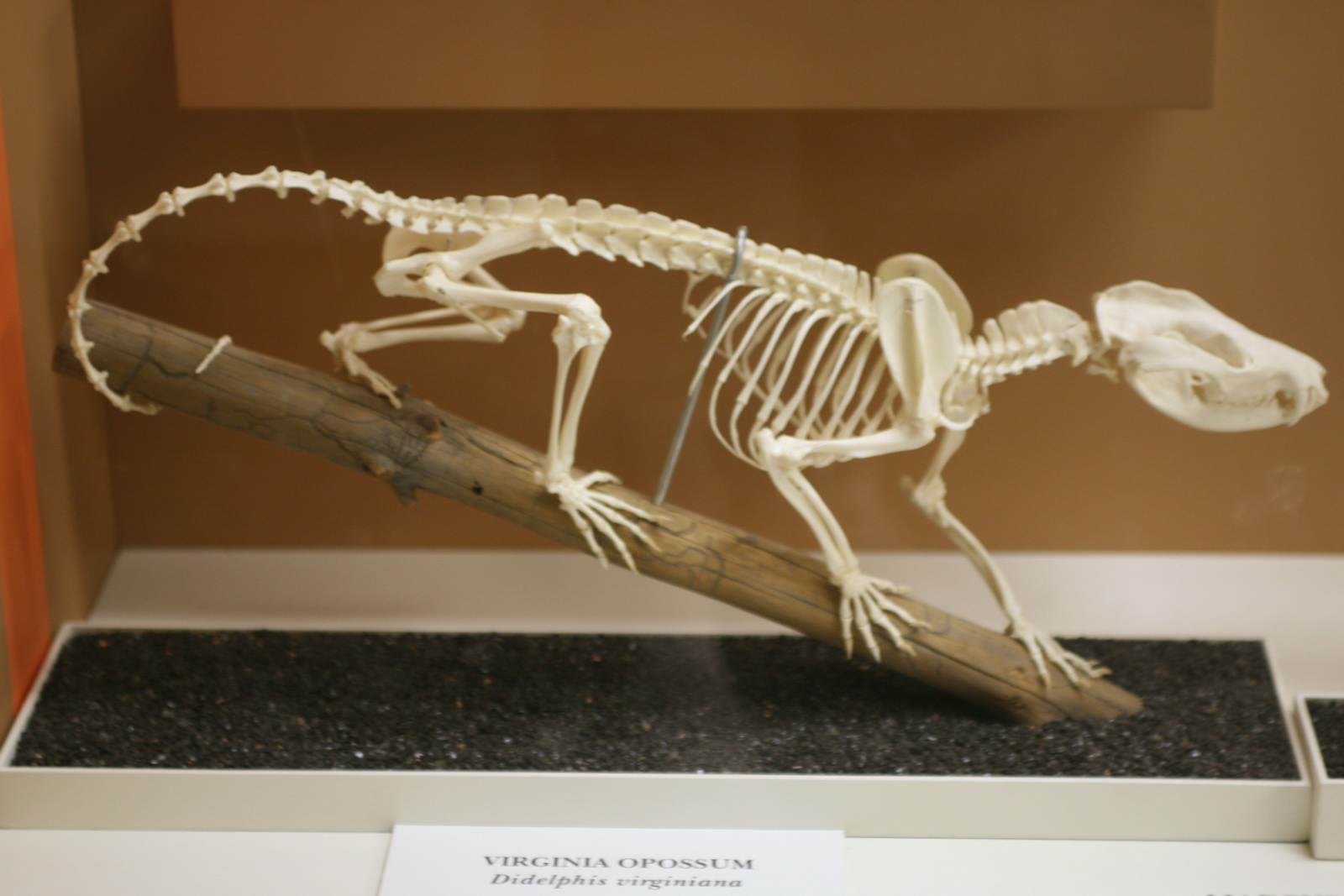
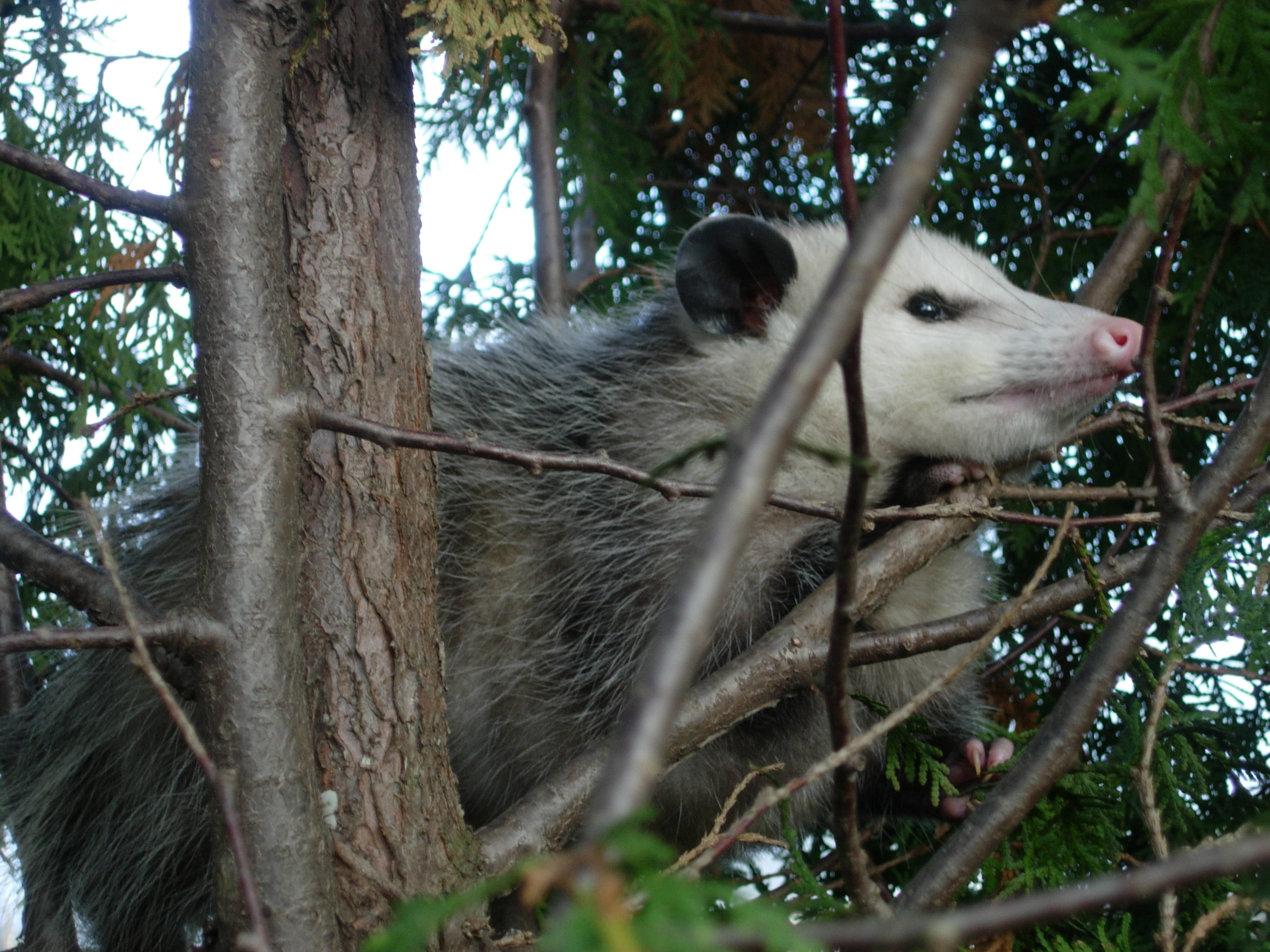